# 第一ホテル殺人事件
第一ホテル殺人事件（だいいちホテルさつじんじけん）は、1972年（昭和47年）6月26日に東京都港区新橋の第一ホテル新館で熊本県八代市の女性歯科医師が殺害されているのが発見された事件。
殺人事件として捜査するも事件は迷宮入りして未解決事件となった（2002年（平成14年）公訴時効成立）。
第一ホテル女医殺人事件、女医殺人事件とも呼ばれる。

## 概要
1972年（昭和47年）6月26日、東京都港区新橋の第一ホテル新館3階、304号室で女性歯科医が全裸で死んでいるのが発見された。鑑定の結果、死亡後姦淫されていることが判明。当時、ホテル内での殺人事件はあまり例がなかった。
被害者は遺体を発見した連れの二人の医師とともに熊本県八代市より上京、第一ホテルに24日から投宿した。翌25日に有楽町のガード下前の焼き鳥屋で同行者たちと酒を飲んでいた所、午後7時半ごろに「気持ちが悪くなった」と言ってホテルに帰ったという。また、ホテル側の話では25日夜は大勢の宿泊客がいて、同館ホテルに入るためには南側の本館1階ロビーを通らなければならないが、従業員や警備員がその場にいたという。隣の部屋と真下の部屋にいた宿泊客が「助けて！」という叫び声を聞いたというが、どちらもホテルということもあり女の叫び声が男女の間の別の連想が働いて、その場で警察やホテルに通報していなかった。

## 捜査
警察は顔見知りの犯行とみて捜査を開始した。初めに同行していた医師2人に事情聴取をした。2人が疑われたのは申し立てられていたアリバイを証明する第三者がいなかったためだが、遺体の解剖結果で犯人はO-非分泌型に絞られていたが2人の血液型とは合わず、また、盗まれたと思われる現金が入っていたバッグの留め金との指紋も一致しなかったため容疑が晴れた。被害者と情事をしていたという男が容疑者に浮上するも部屋から見つかった177個の指紋と血液型のどれにも一致せず、これも容疑者から外れた。そして、ダンスが趣味だったという被害者とダンスをしていたという男が容疑者として浮上するもアリバイが成立してこれも容疑が晴れた。
事件から5年後に読売新聞、産経新聞が東京の歯科大学の元教授が重要参考人として発表されたが、これは密告者が結婚詐欺同然の目にあわされたため、教授の居場所を探し出してもらえることを期待してのもので虚偽の供述だったと告白。捜査開始当初から顔見知りによる犯行だとして捜査しており、初動捜査においてそれ以外の可能性を探る捜査をしていなかったため、大勢の人間が行きかうホテルという空間の中から変質者を割り出すことは困難となり、事件は迷宮入りした。

## 事件の報道
この事件では被害者が女歯科医という地位にあり、夫がいる中で不倫関係を結んでいたとして週刊誌などで報道された。事件の猟奇性とともに被害者のプライバシーに関わる報道が多くなされ、世間の注目を集めることになった。

## 関連事件
- 東電OL殺人事件 - 同じく女性の被害者のプライバシーについての報道が注目を集めた事件。